# Cyril Simard
Pour les articles homonymes, voir Simard.
Cyril Simard (né en 1938 à Baie-Saint-Paul) est un architecte et ethnologue québécois. 

## Biographie
Il est le concepteur du Village canadien à Terre des Hommes qui fait suite à l'exposition universelle de 1967 (Expo 67) à Montréal. En 1970, il est nommé directeur de la Centrale d’artisanat du Québec. 
Fondateur du Réseau Économusée, Cyril Simard développe le concept dans sa thèse de doctorat en ethnologie, en 1986, à l’Université Laval sous le titre : « Économuséologie : comment rentabiliser une entreprise culturelle ».
Le fonds d’archives Cyril Simard est conservé au centre d’archives de Québec de la Bibliothèque et Archives nationales du Québec.

## Distinctions
- 1996 : Membre de la Société royale du Canada ;
- 2005 : Officier de l'Ordre national du Québec ;
- 2005 : Prix Gérard-Morisset ;
- 2006 : Médaille de la Ville de Québec.